# Bakonyjákó
Bakonyjákó es un pueblo ubicado en el distrito de Pápa, en el condado de Veszprém, Hungría.

## Superficie
Posee una superficie de 47,18 kilómetros cuadrados.

## Demografía
Hasta 2019 la población era de 686 habitantes, con una densidad de población de 14,54 habitantes por kilómetro cuadrado.